# 小拐乡
小拐乡，是中华人民共和国新疆维吾尔自治区克拉玛依市克拉玛依区下辖的一个乡镇级行政单位。

## 行政区划
小拐乡下辖以下地区：
团结新村、榆树村、小拐村、青年村和小拐牧场生活区。